# Китайська Торгова Асоціація
Китайська Торгова Асоціація (англ. China Commerce Association - CCA) — об'єднання китайських компаній, які працюють в Україні

## Історія
Створена 18 травня 2015.

## Члени
В асоціацію входять компанії Lenovo, Huawei, CCEC, Sanyo та інші.